# 蔡錦豐
蔡錦豐（英文名：Kaleb Choi，1974年1月4日—），前香港游泳代表隊及甲一籃球隊隊員。1997年加入亞洲電視，因體育知識丰富，長期擔任體育節目主持人，較為人熟知的是与徐嘉樂共同擔任《NBA地帶》的主持及評述，直至2005年該節目停播為止。同時為亞視擔任多屆奧運會賽事旁述。2011年11月加入亞洲電視幕後管理層，專責製作不同類型節目。 現為 Stretch Koncept （页面存档备份，存于） Founder，致力提供伸展拉筋治療及局部痛症舒緩復健運動。

## 演出作品

### 主持節目
- NBA地帶（1999-2005）
- 亞視千禧奧運會（2000）
- 2004雅典奧運（2004）
- 2008北京奧運（2008）
- 家家有寶（2011）
- 體育雜誌節目（2011）
- What's 噏？（2011-2012）
- i-Sport@tv（2011）
- iFit@tv（2011-2013）
- 大王與小蔡（2012）——由於亞視未能取得2012年倫敦奧運的轉播權。由王征構思以手機拍攝王征和蔡錦豐二人於倫奧期間在倫敦的所見所聞，傳送影像返電視台製成電視節目。[5]
- 藏·寶 2（2012）
- Sports@tv（2014至2016）
- 5GJM9（2016至2020）
- Stretch Koncept by Kaleb Choi 伸展 拉筋 肌肉疲勞 治療 健身 修身（2020至今）

### 電視劇
- 2002年：親子情未了 飾 Tom
- 2003年：萬家燈火 飾 Martin

## 外部連結
1. ↑  atv2008北京奧運主持 的存檔，存档日期2008-08-19.
2. ↑  蔡錦豐資料 （页面存档备份，存于）
3. ↑  NBA地帶 的存檔，存档日期2006-05-04.
4. ↑  亞洲電視
5. ↑  新城知訊台開心大派對電台節目：2016年3月5日播出劉錫賢、蔡國威訪問環節